# Кармрашен (Арагацотнская область)
Кармраше́н (арм. Կարմրաշեն) — село в Арагацотнской области Армении.

## География
Село расположено в северо-западной части марза, на расстоянии 56 километров к северо-западу от города Аштарак, административного центра области. Абсолютная высота — 2000 метров над уровнем моря.
Климат
Климат характеризуется как умеренно холодный, влажный (Dfb в классификации климатов Кёппена). Среднегодовая температура воздуха составляет 4,6 °C. Средняя температура самого холодного месяца (января) составляет −8,5 °С, самого жаркого месяца (августа) — 16,5 °С. Расчётная многолетняя норма атмосферных осадков — 494 мм. Наибольшее количество осадков выпадает в мае (86 мм).

## Население
| Год переписи | Население          | Население          | Население          | Население            | Население            | Население            |
| Год переписи | Наличное население | Наличное население | Наличное население | Постоянное население | Постоянное население | Постоянное население |
| Год переписи | Всего              | Мужчины            | Женщины            | Всего                | Мужчины              | Женщины              |
| ------------ | ------------------ | ------------------ | ------------------ | -------------------- | -------------------- | -------------------- |
| 2001         | 582                | 267                | 315                | 634                  | 308                  | 326                  |
| 2011         | 634                | 328                | 306                | 632                  | 327                  | 305                  |